# Prissac
Prissac ist eine französische Gemeinde mit 577 Einwohnern (Stand: 1. Januar 2022) im Département Indre in der Region Centre-Val de Loire; sie gehört zum Arrondissement Le Blanc und zum Kanton Saint-Gaultier. Die Einwohner werden Prissacois genannt.

## Geographie
Die Gemeinde Prissac liegt im Regionalen Naturpark Brenne, etwa 25 Kilometer südöstlich von Le Blanc am Fluss Abloux. Umgeben wird Prissac von den Nachbargemeinden Oulches im Norden, Luzeret im Nordosten, Sacierges-Saint-Martin im Osten und Südosten, Dunet im Süden, Lignac im Südwesten sowie Chalais im Westen und Nordwesten.

## Bevölkerungsentwicklung
| Jahr                       | 1962 | 1968 | 1975 | 1982 | 1990 | 1999 | 2006 | 2013 | 2020 |
| Einwohner                  | 1077 | 966  | 892  | 853  | 771  | 738  | 699  | 664  | 582  |
| Quellen: Cassini und INSEE |      |      |      |      |      |      |      |      |      |

## Sehenswürdigkeiten

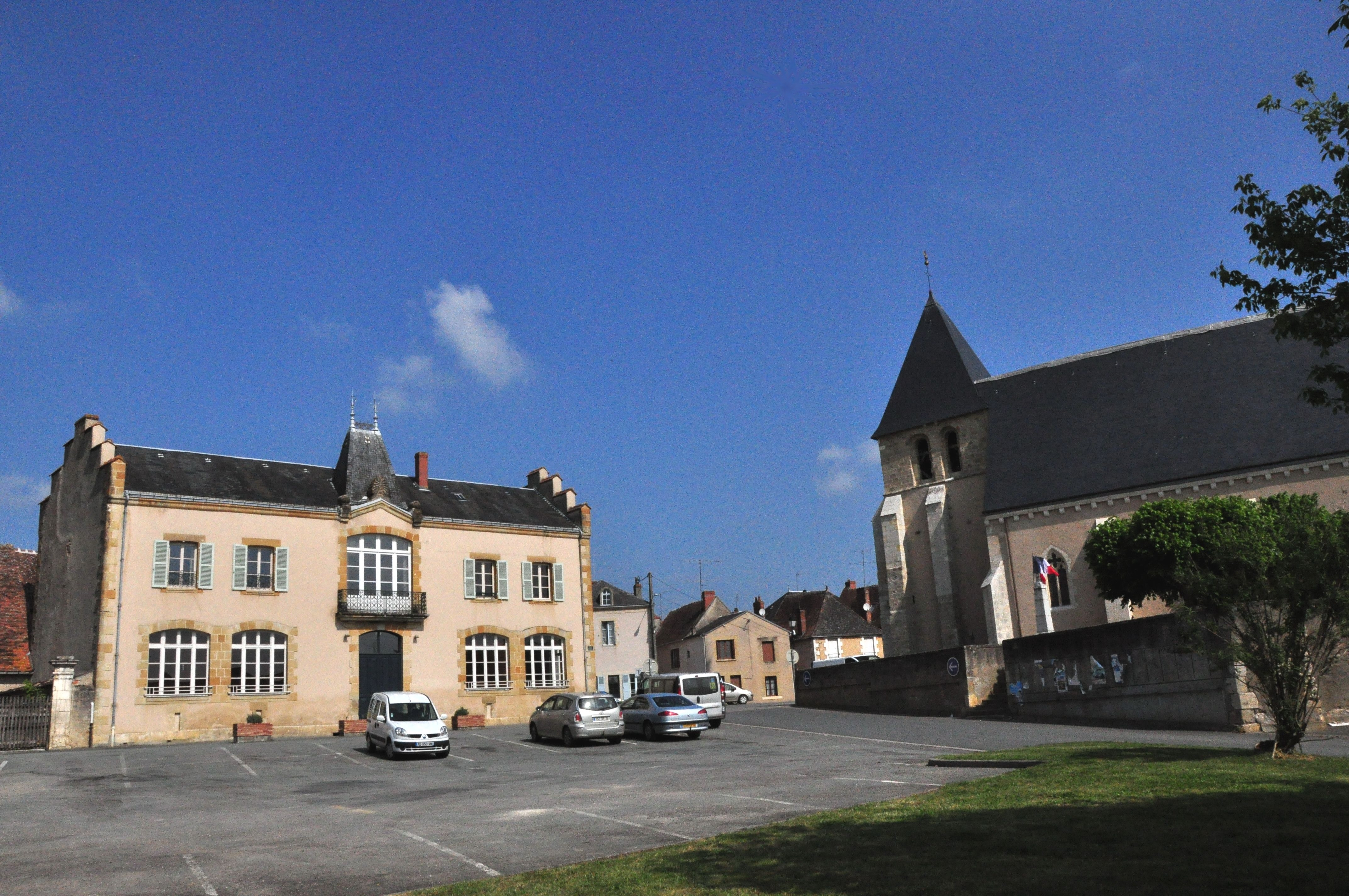
Kirche Saint-Martin und Mairie (Rathaus)

- Kirche Saint-Martin
- Schloss La Garde-Giron